# Eucereon formosum
Eucereon formosum là một loài bướm đêm thuộc phân họ Arctiinae, họ Erebidae.